# Arena Ursynów
Arena Ursynów – hala widowiskowo-sportowa znajdująca się przy ul. rtm. Witolda Pileckiego 122  na warszawskim Ursynowie.

## Opis
Operatorem hali jest Ursynowskie Centrum Sportu i Rekreacji (UCSiR). Corocznie na przełomie września i października w hali rozgrywany jest Memoriał Zdzisława Ambroziaka. Arena umożliwia przeprowadzanie profesjonalnych rozgrywek krajowych, a także zawodów międzynarodowych rangi mistrzowskiej, w takich dyscyplinach jak: siatkówka, koszykówka, piłka ręczna, halowa piłka nożna, tenis ziemny, badminton, tenis stołowy, sporty walki, gimnastyka oraz taniec.
Poza funkcjami sportowymi w hali organizowane mogą być koncerty (grał tu m.in. amerykański zespół Sum 41), widowiska artystyczne, wystawy, targi i inne tego typu imprezy (np. eliminacje do FIFA Interactive World Cup).

## Wyposażenie[1]
- pełnowymiarowa arena do gier zespołowych z płytą boiska o wymiarach 49 m x 38 m i wysokości 13 m
- mała sala treningowa
- sala konferencyjna z zapleczem na 100 osób
- widownia na 2000 widzów
- szatnie i parkingi